# Johan Carlsson (motocrossförare)
Johan Carlsson, född 2 februari 1989 i Tillberga, Västerås, är en svensk motocrossförare som representerar Västerås MK och kör i MX2-klassen. Han blev 2:a i SM 2006 och var även med i Sveriges EM-deltävling 2007 som kördes på Svampabanan i Tomelilla.
2009 kom han med i teamet Team Delta Suzuki och körde det året VM. Men i Sveriges deltävling, i Uddevalla, skadade han sig och var borta resten av säsongen. 
Till 2010 valde han att sadla om från motocross till enduro, detta i Betas fabriksteam. Han kommer detta år att köra både VM och SM i Enduro.